# Södra sjukvårdsregionen
Södra sjukvårdsregionen är en sjukvårdsregion som omfattar Skåne, Kronoberg, Blekinge och södra delen av Hallands län motsvarande Halmstad, Hylte och Laholms kommuner. Befolkningen inom regionen uppgår till 1 932 019 (2025-03-31) invånare. Regionsjukhus är Skånes universitetssjukhus i Lund och Malmö.

## Medlemmar
Södra sjukvårdsregionen leds av ett kommunalförbund bestående av följande regioner:
- Region Skåne
- Region Halland
- Region Blekinge
- Region Kronoberg

Region Halland är även medlem av Västra sjukvårdsregionen och den norra delen av Hallands län hör dit.

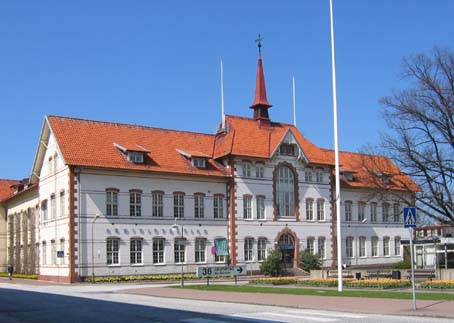
Skånes universitetssjukhus i Malmö.
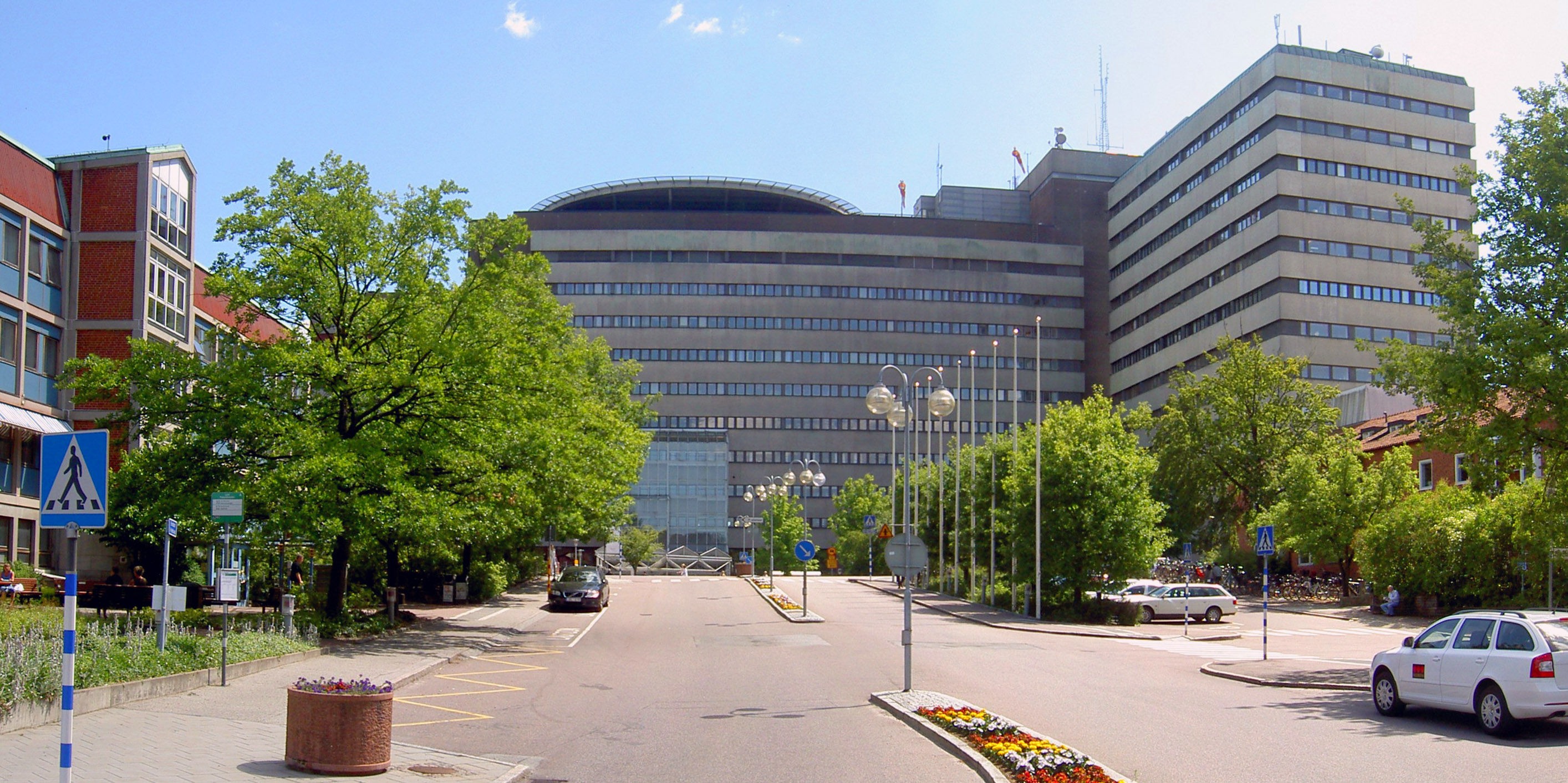
Skånes universitetssjukhus i Lund.